# Julius Fučík (loď)
Julius Fučík (loď) byla obchodní loď zakoupená Čínou pro přepravu kusových zásilek. Původně se jmenovala Volta a byla vyrobena v roce 1949 ve Francii. Protože Čína tehdy nesměla provozovat námořní dopravu, po dohodě s ČSR byla zařazena do flotily námořních lodí Československa. Druhá z našich námořních lodí se plavila pod československou vlajkou v letech 1953 až 1965. Její posádku tvořilo 52 mužů.

## Stavba a parametry lodě
Byla koupena již jako starší loď vytápěná mazutem, jejíž hnací jednotkou byla parní turbína z jiné, již neexistující válečné lodě. Loď byla dlouhá 129,5 m, široká 18 m, hrubá prostornost 5 081 BRT, nosnost 7 108 DWT, dokázala vyvinout rychlost 13,5 uzlu. Byla levotočivá a dost se kymácela, náklad bylo nutné v lodi důkladně ukotvit. Jako první naše loď byla vybavená anglickým radarem Kelvin&Hughes. Kabiny pro posádku byly prostorné a moderní. Byla značně poruchová, mnoho času strávila v docích na opravách.

## Provoz
Zpočátku patřila společnosti Čechofracht, po vzniku Československé námořní plavby v roce 1959 byla převedena této nové společnosti.
Na svou první plavbu pod čs. vlajkou vyplula až začátkem roku 1954. V druhé půli padesátých let přepravila řadu živých zvířat z Indie a Vietnamu do Československa. V letech 1956–1957 byl natočen krátký barevný film o plavbě lodi Suezským průplavem. Od roku 1960 jí veleli pouze kapitáni z Číny.

## Vyřazení
Byla vyřazena z evidence Československé námořní plavby v roce 1965, pro kterou vykonala 63 plaveb. Loď spolu s několika dalšími převzala Čínská lidová republika v rámci vyrovnání jejích předchozích investic a přejmenovala ji na Fosah.

## Galerie

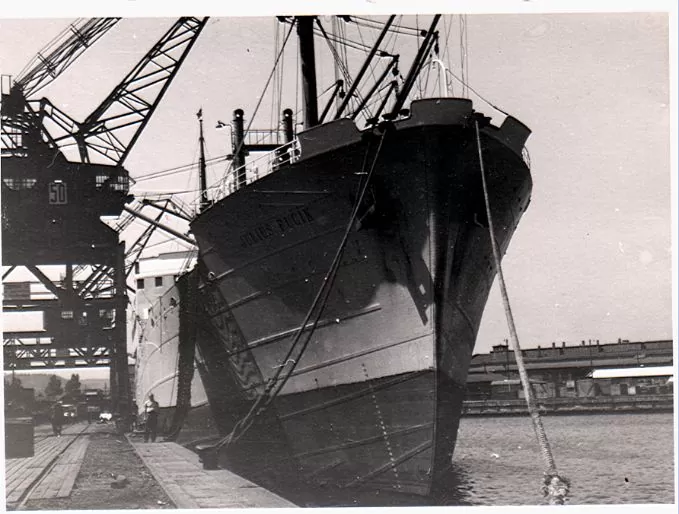
Loď Julius Fučík uvázaná v přístavu v Gdyni (18.06.1957)
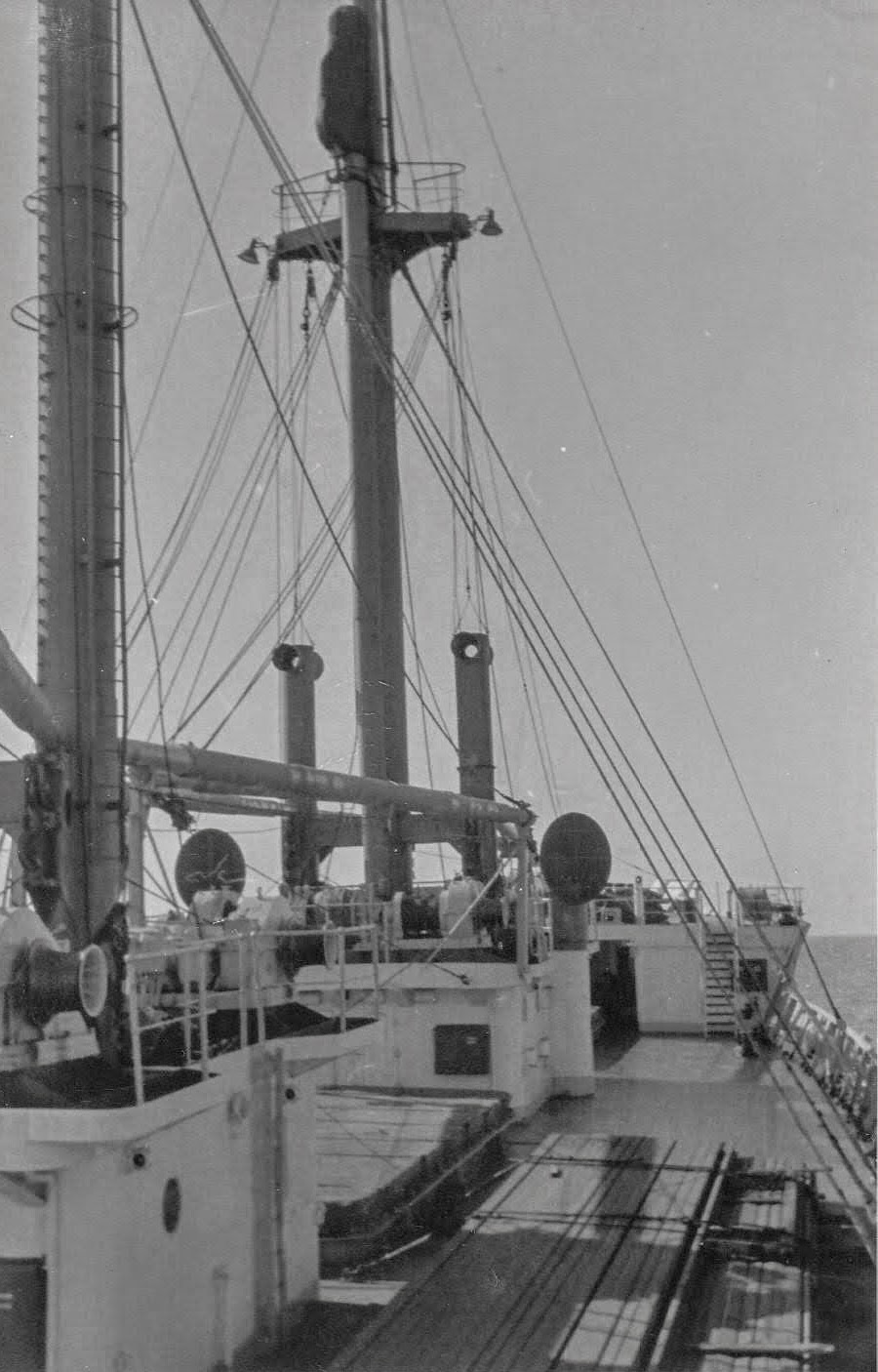
Pohled na palubu
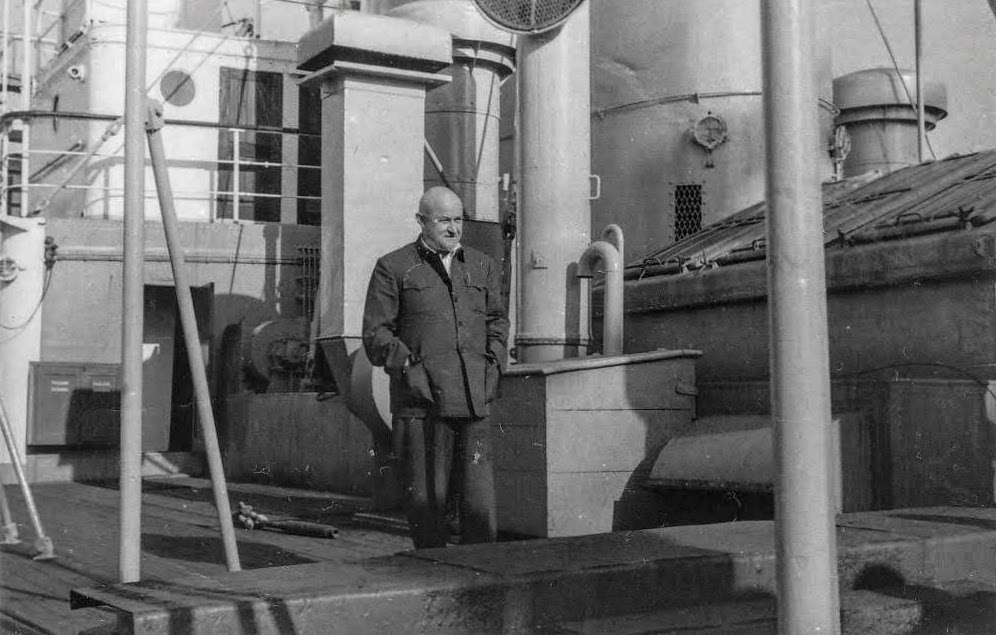
Jan Hakl, jeden z prvních českých námořních kapitánů
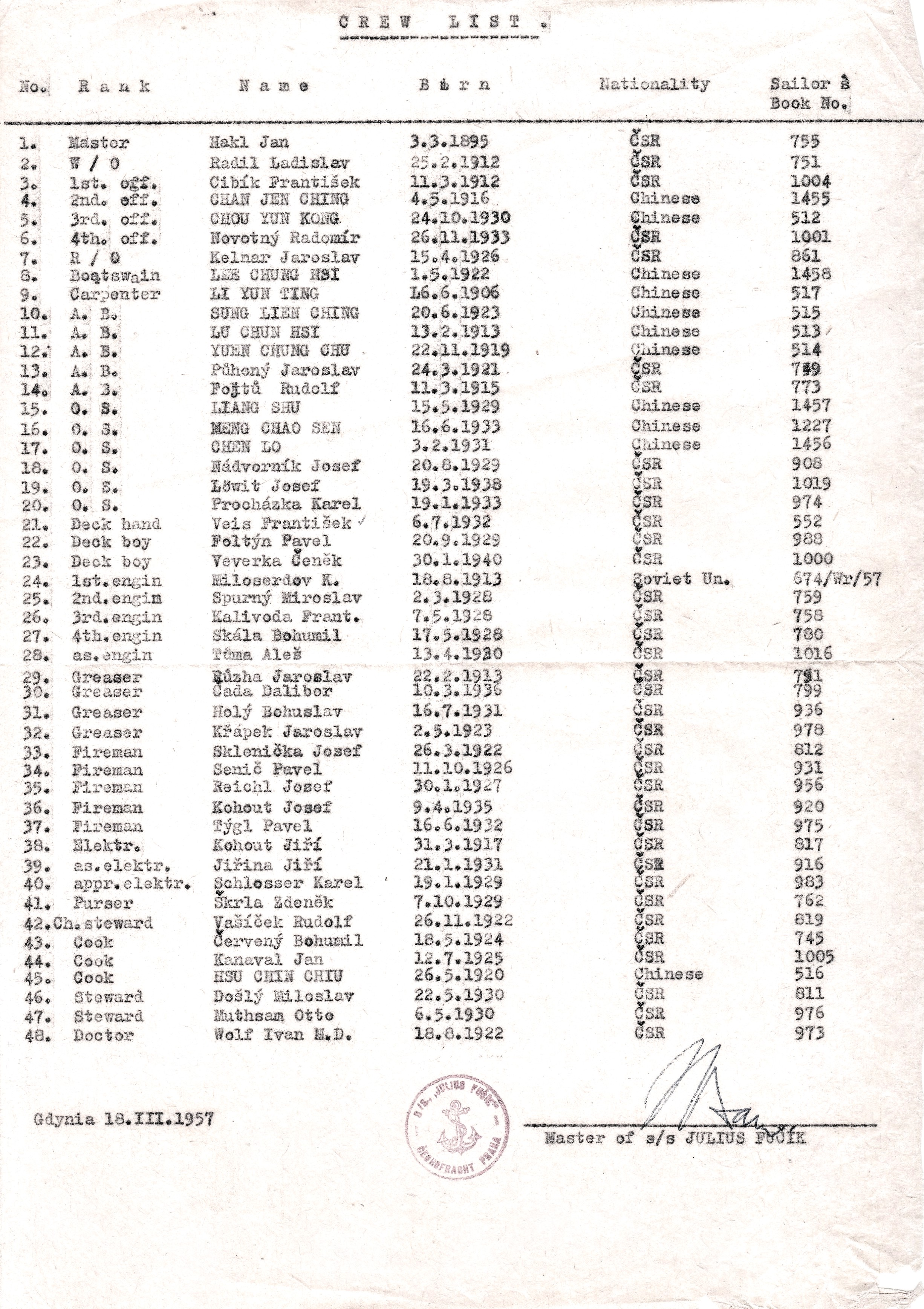
Seznam posádky (crew list) ze dne 18.03.1957